# Achille Barilatti
Achille Barilatti (nome di copertura: Gilberto della Valle; Macerata, 16 settembre 1921 – Muccia, 23 marzo 1944) è stato un militare e antifascista italiano. Tenente di Artiglieria entrato nella resistenza, gli fu conferita la Medaglia d'oro al valor militare alla memoria.

## Biografia
Barilatti era uno studente in Scienze economiche e commerciali che, chiamato alle armi, raggiunse il grado militare di Sottotenente di complemento di Artiglieria. Dopo l'armistizio di Cassibile entrò a far parte nel Gruppo "Patrioti Nicolò" della Resistenza marchigiana, operante nella zona di Vestignano, assumendo il comando del distaccamento di partigiani che si trovava a Montalto di Cessapalombo. Il nome di copertura da lui adottato fu Gilberto della Valle.
Il 19 marzo, insieme ad altri partigiani, si diresse dal convento di San Liberato a Muccia con un autocarro Lancia 3Ro sottratto alle truppe del Regio Esercito, imbattendosi nel I Battaglione CC.NN. "IX Settembre": il milite di guardia, vedendo il mezzo non fermarsi all'alt, mise fuori uso il motore con una scarica di fucileria, ma, una volta fermo, i membri della resistenza iniziarono uno scontro a fuoco, al termine del quale dodici di loro furono catturati e condotti al Comando di Muccia, che decise la fucilazione di coloro che non avessero collaborato, riservando un processo a Macerata a chi avesse rivelato informazioni utili.
Il 22 marzo 1944, stanziato a Montalto con il gruppo, lui ed altri partigiani furono sorpresi e catturati dai nazifascisti della Brandenburg e del Primo Battaglione camicie nere IX Settembre. Trentuno dei catturati furono fucilati, mentre Barilatti, senza essere sottoposto a processo, fu fucilato il giorno dopo contro il muro di cinta del cimitero di Muccia.
(il grido di Achille Barilatti di fronte al plotone di esecuzione)

## Memoria
Achille Barilatti è sepolto al cimitero di Tolentino con le altre vittime dell'eccidio di Montalto nella zona monumentale a loro dedicata al centro del cimitero stesso.
Ad Achille Barilatti sono intitolate vie di Roma, Ancona, Macerata e Montefano.